# Joya del Mamey Copala
Joya del Mamey Copala är en ort i Mexiko.   Den ligger i kommunen Santiago Juxtlahuaca och delstaten Oaxaca, i den sydöstra delen av landet, 290 km söder om huvudstaden Mexico City. Joya del Mamey Copala ligger 1 036 meter över havet och antalet invånare är 188.
Terrängen runt Joya del Mamey Copala är huvudsakligen kuperad, men åt nordost är den bergig. Terrängen runt Joya del Mamey Copala sluttar söderut. Runt Joya del Mamey Copala är det ganska glesbefolkat, med 32 invånare per kvadratkilometer. Närmaste större samhälle är Putla Villa de Guerrero, 6,5 km söder om Joya del Mamey Copala. I omgivningarna runt Joya del Mamey Copala växer huvudsakligen savannskog.